# 摺師
摺師（すりし）とは、版画において、色料を付着させた版を用いて、紙に摺る職人のこと。本項では、多色摺りの浮世絵、則ち錦絵の摺師の作業について述べる。

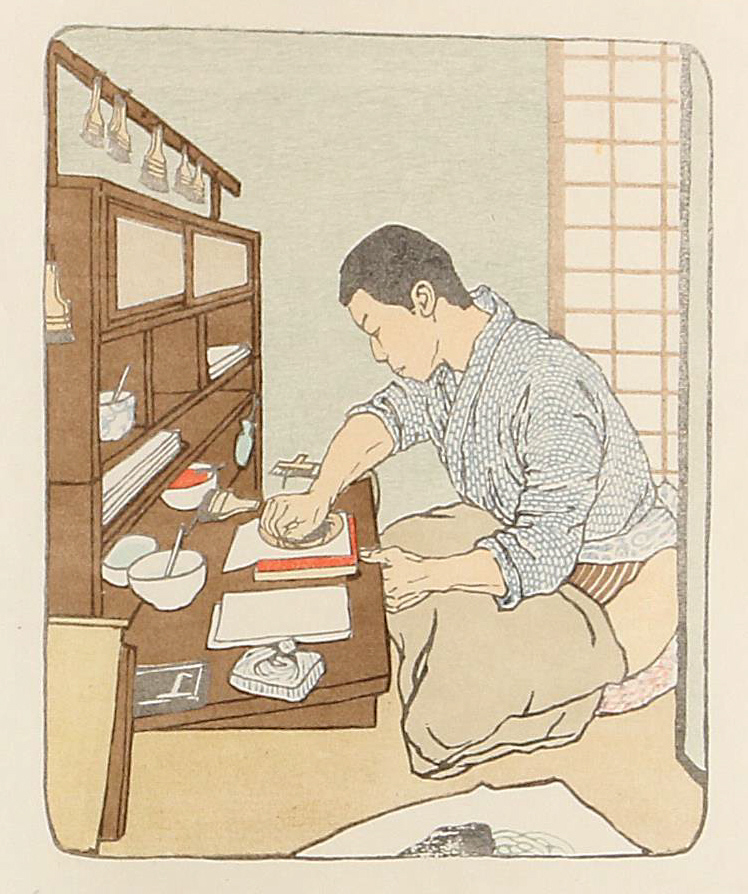
エミール・オルリック「日本の摺師」1901年（明治34年）

## 概要
絵師の下絵及び指示に従って、彫師によって出来上がった版木は、摺師に渡る。
まずは主版（おもはん。輪郭線を彫った版木。）から摺る。刷毛（明治時代後半からはブラシが主流に）で版木に墨若しくは色料を版木に染み込ませ（版木表面に乗せるのではない。）、その上に適度に湿らせた紙を置く。その際、紙がずれないように、紙の角と下端を、二か所の目印、「見当」にあてる。そして馬連を用いて、適度に力を入れ、版木内に含まれた色料を吸い取るように摺り出す。
馬連は摺師の手作りで、ひも状にした竹皮を繋げて巻いた「芯」、渋紙を貼り重ね、最後は漆で固め、芯を含める「当皮あてかわ」、それを包み込む竹皮の「包み皮」で構成される。
その後は色版になる。多色摺りなので、色数だけ版木が必要になるが、面積の狭い色は、他の色版と兼用することがある。上記同様、版をずらさないことが肝要である。色料を用いず、馬連で摺るだけで、地色を活かす凹凸表現の「空摺り」や、版木を雑巾等で湿らせてから色料を摺り込み、にじませる「ぼかし」、雲母を蒔く雲母摺りもある。
全ての色版が摺り上がったら、版元と絵師が見分し、問題なければ、地本問屋・絵草紙屋（地本問屋と異なり、版行はしない販売専業店。）に卸される。